# Parisersmörgås

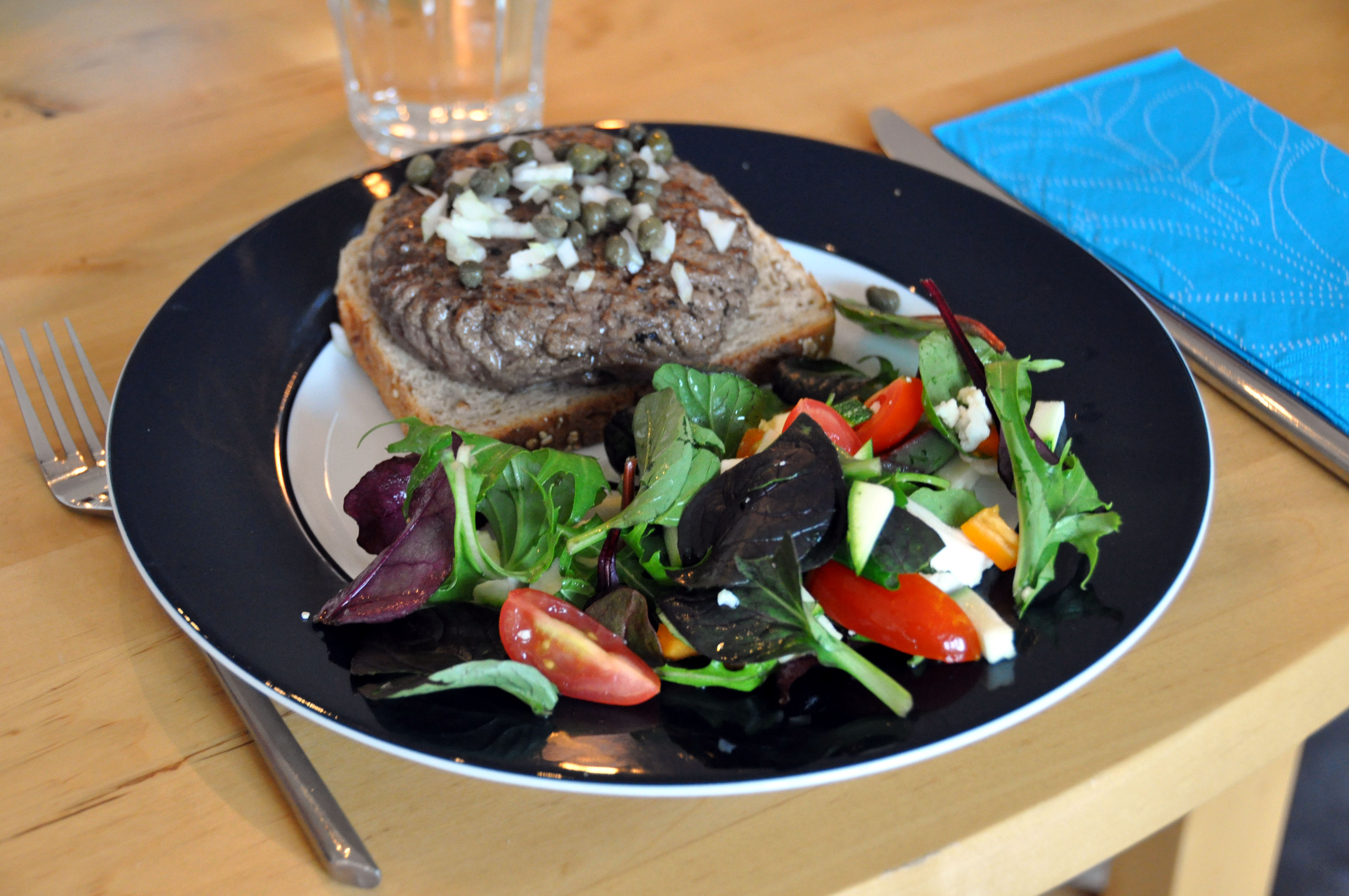
Parisersmörgås.

Parisersmörgås (även kallad parisare, patentsmörgås eller patentare) är en maträtt baserad på en brödskiva med olika tillägg. Grunden är ofta en brödskiva i botten, en biff eller flera skivor med skinka på den samt ett stekt ägg överst. Den var vanlig som krogbespisning från mitten av 1900-talet.
En vanligt förekommande variant är med stekt köttfärs, hackad lök, rödbetor, ättiksgurka, kapris, en äggula, samt eventuellt pepparrot.
Ordet "parisersmörgås" är belagt i svenska språket sedan 1922, medan ordet "parisare" i denna betydelse är belagt sedan 1951.